# Philadelphia Eagles
Philadelphia Eagles je profesionální klub amerického fotbalu, který sídlí ve Philadelphii ve státě Pensylvánie. V současné době je členem East Division (Východní divize) National Football Conference (NFC, Národní fotbalové konference) National Football League (NFL, Národní fotbalové ligy).
Eagles vznikli v roce 1933 jako náhrada za zbankrotované Frankford Yellow Jackets, když budoucí komisař NFL Bert Bell prodal práva Philadelphii. Stali se třikrát v letech 1948, 1949 a 1960 šampiony NFL, ale oba Super Bowly v roce 1980 proti Oakland Raiders i 2004 proti New England Patriots prohráli. Dočkali se až napotřetí v roce 2018, když právě Patriots porazili 41:33.

## Hráči

### Členové Síně slávy profesionálního fotbalu

#### Hráči
- 1965 - Steve Van Buren
- 1967 - Chuck Bednarik
- 1968 - Alex Wojciechowicz
- 1968 - Wayne Millner
- 1969 - Earle Neale
- 1970 - Pete Pihos
- 1971 - Bill Hewitt
- 1971 - Norm Van Brocklin
- 1972 - Ollie Matson
- 1981 - Jim Ringo
- 1983 - Sonny Jurgensen
- 1984 - Mike McCormack
- 1988 - Mike Ditka
- 1994 - Bud Grant
- 1998 - Tommy McDonald
- 2003 - James Lofton
- 2004 - Bob Brown
- 2006 - Reggie White
- 2008 - James Arthur Monk
- 2011 - Richard Dent
- 2013 - Chris Carter
- 2014 - Claude Humphrey
- 2018 - Brian Dawkins
- 2018 - Terrell Owens

#### Funkcionáři
- Bert Bell - majitel, trenér, komisionář NFL
- Wayne Millner - asistent trenéra
- Earle Neale - trenér
- Mike McCormack - trenér

### Vyřazená čísla
- 5: Donovan McNabb
- 15: Steve Van Buren
- 20: Brian Dawkins
- 40: Tom Brookshier
- 44: Peter Retzlaff
- 60: Chuck Bednarik
- 70: Al Wistert
- 92: Reggie White
- 99: Jerome Brown

### Draft
Hráči draftovaní v prvním kole za posledních deset sezón:
| Rok  | Pořadí | Jméno hráče    | Pozice             | Univerzita                        |
| 2010 | 13     | Brandon Graham | Defensive end      | University of Michigan            |
| 2011 | 21     | Danny Watkins  | Guard              | Baylor University                 |
| 2012 | 12     | Fletcher Cox   | Defensive tackle   | Mississippi State University      |
| 2013 | 4      | Lane Johnson   | Offensive tackle   | University of Oklahoma            |
| 2014 | 26     | Marcus Smith   | Outside linebacker | University of Louisville          |
| 2015 | 20     | Nelson Agholor | Wide receiver      | University of Southern California |
| 2016 | 2      | Carson Wentz   | Quarterback        | North Dakota State University     |
| 2017 | 14     | Derek Barnett  | Defensive end      | University of Tennessee           |
| 2018 |        | nikdo          |                    |                                   |
| 2019 | 22     | Andre Dillard  | Offensive tackle   | Washington State University       |